# Ашуров, Юсуфджан
Юсуфджан Ашуров (тадж. Юсуфҷон Ашӯров; 2 мая 1907 года, кишлак Акарык, Ходжентский уезд, Самаркандская область, Туркестанский край, Российская империя — 4 февраля 1973 года, кишлак Акарык, Ходжентский район, Ленинабадская область, Таджикская ССР) — советский колхозник, звеньевой колхоза имени Молотова Ленинабадского района Ленинабадской области, Таджикская ССР. Герой Социалистического Труда (1949).

## Биография
Родился в 1930 году в крестьянской семье в кишлаке Акарык Ходженткого уезда. С 1947 года трудился рядовым колхозником, звеньевым хлопководческого звена в колхозе «Москва» Регарского района. Во время коллективизации вступил в 1931 году в местный хлопководческий колхоз Ходжентского района. С 1936 года — рядовой колхозник, звеньевой хлопководческого звена колхоза имени Молотова Ленинабадского района.
За выдающиеся трудовые показатели в хлопководстве по итогам работы 1947 года был награждён в 1948 году медалью «За трудовую доблесть». В 1948 году вступил в ВКП(б).
В 1948 году звено под руководством Юсуфджана Ашурова собрало в среднем по 62,2 центнера египетского хлопка с каждого гектара на участке площадью 7 гектаров. Указом Президиума Верховного Совета СССР от 3 мая 1949 года удостоен звания Героя Социалистического Труда за «получение высоких урожаев хлопка при выполнении колхозами обязательных поставок и контрактакции по всем видам сельскохозяйственной продукции, натуроплаты за работу МТС в 1948 году и обеспеченности семенами зерновых культур для весеннего сева 1949 года» с вручением ордена Ленина и золотой медали «Серп и Молот».
В последующие годы трудился звеньевым, бригадиром в этом же колхозе.
После выхода на пенсию проживал в родном кишлаке. Скончался в феврале 1973 года.
Награды
- Герой Социалистического Труда
- Орден Ленина
- Медаль «За трудовую доблесть» (01.03.1948)
- Почётная Грамота Президиума Верховного Совета Таджикской ССР.